# 不公正な取引方法
不公正な取引方法（ふこうせいなとりひきほうほう）とは、以下のいずれかを指す。
1. 私的独占の禁止及び公正取引の確保に関する法律（以下「法」）2条9項に定義される概念。
2. 同項6号に基づく公正取引委員会告示の1つ（いわゆる「一般指定」）。

## 独占禁止法の規定
法2条9項は次のいずれかに該当する行為を「不公正な取引方法」と定義する。
1 正当な理由がないのに、競争者と共同して、次のいずれかに該当する行為をすること。
イ　ある事業者に対し、供給を拒絶し、又は供給に係る商品若しくは役務の数量若しくは内容を制限すること。
ロ　他の事業者に、ある事業者に対する供給を拒絶させ、又は供給に係る商品若しくは役務の数量若しくは内容を制限させること。
2 不当に、地域又は相手方により差別的な対価をもって、商品又は役務を継続して供給することであって、他の事業者の事業活動を困難にさせるおそれがあるもの
3 正当な理由がないのに、商品又は役務をその供給に要する費用を著しく下回る対価で継続して供給することであつて、他の事業者の事業活動を困難にさせるおそれがあるもの
4 自己の供給する商品を購入する相手方に、正当な理由がないのに、次のいずれかに掲げる拘束の条件を付けて、当該商品を供給すること。
イ　相手方に対しその販売する当該商品の販売価格を定めてこれを維持させることその他相手方の当該商品の販売価格の自由な決定を拘束すること。
ロ　相手方の販売する当該商品を購入する事業者の当該商品の販売価格を定めて相手方をして当該事業者にこれを維持させることその他相手方をして当該事業者の当該商品の販売価格の自由な決定を拘束させること。
5 自己の取引上の地位が相手方に優越していることを利用して、正常な商慣習に照らして不当に、次のいずれかに該当する行為をすること。
イ　継続して取引する相手方（新たに継続して取引しようとする相手方を含む。ロにおいて同じ。）に対して、当該取引に係る商品又は役務以外の商品又は役務を購入させること。
ロ　継続して取引する相手方に対して、自己のために金銭、役務その他の経済上の利益を提供させること。
ハ　取引の相手方からの取引に係る商品の受領を拒み、取引の相手方から取引に係る商品を受領した後当該商品を当該取引の相手方に引き取らせ、取引の相手方に対して取引の対価の支払を遅らせ、若しくはその額を減じ、その他取引の相手方に不利益となるように取引の条件を設定し、若しくは変更し、又は取引を実施すること
6　前各号に掲げるもののほか、次のいずれかに該当する行為であつて、公正な競争を阻害するおそれがあるもののうち、公正取引委員会が指定するもの
イ　不当に他の事業者を差別的に取り扱うこと。
ロ　不当な対価をもって取引すること。
ハ　不当に競争者の顧客を自己と取引するように誘引し、又は強制すること。
ニ　相手方の事業活動を不当に拘束する条件をもって取引すること。
ホ　自己の取引上の地位を不当に利用して相手方と取引すること。
ヘ　自己又は自己が株主若しくは役員である会社と国内において競争関係にある他の事業者とその取引の相手方との取引を不当に妨害し、又は当該事業者が会社である場合において、その会社の株主若しくは役員をその会社の不利益となる行為をするように、不当に誘引し、唆し、若しくは強制すること。
事業者は不公正な取引方法を用いてはならず（法19条）、これに違反したときは公正取引委員会は当該行為の差止め、契約条項の削除その他当該行為を排除するために必要な措置を命ずることができる（法20条、排除措置命令）。事業者団体も、事業者に不公正な取引方法に該当させるようにすることが禁止される（法8条1項5号）。
また、事業者及び事業者団体は不公正な取引方法に該当する事項を内容とする国際的協定又は国際的契約をすることが禁止される（同法6条、8条1項2号）。

## 公正取引委員会による指定
公正取引委員会は告示によって、6号に規定する不公正な取引方法に該当する具体的な行為を指定している。

### 一般指定
公正取引委員会は、「不公正な取引方法」と題する告示（昭和57年6月18日公正取引委員会告示第15号）において以下に掲げる行為が不公正な取引方法に該当するとする。これらはすべての業種に適用される指定内容であり、一般指定と呼ばれる。
1. 共同の取引拒絶
2. その他の取引拒絶
3. 差別対価
4. 取引条件等の差別取扱い
5. 事業者団体における差別取扱い等
6. 不当廉売
7. 不当高価購入
8. ぎまん的顧客取引
9. 不当な利益による顧客誘引
10. 抱き合わせ販売等
11. 排他条件付取引
12. 拘束条件付取引
13. 優越的地位の濫用
14. 競争者に対する取引妨害
15. 競争会社に対する内部干渉

### 特殊指定
すべての業種で適用される一般指定のほかに、特定の業種においてのみ適用される指定内容があり、これを特殊指定という。特殊指定には2007年現在、以下が指定されている。
- 新聞業における特定の不公正な取引方法（新聞特殊指定）
- 特定荷主が物品の運送又は保管を委託する場合の特定の不公正な取引方法（物流特殊指定）
- 大規模小売業者による納入業者との取引における特定の不公正な取引方法（大規模小売業告示）